# 荷质比

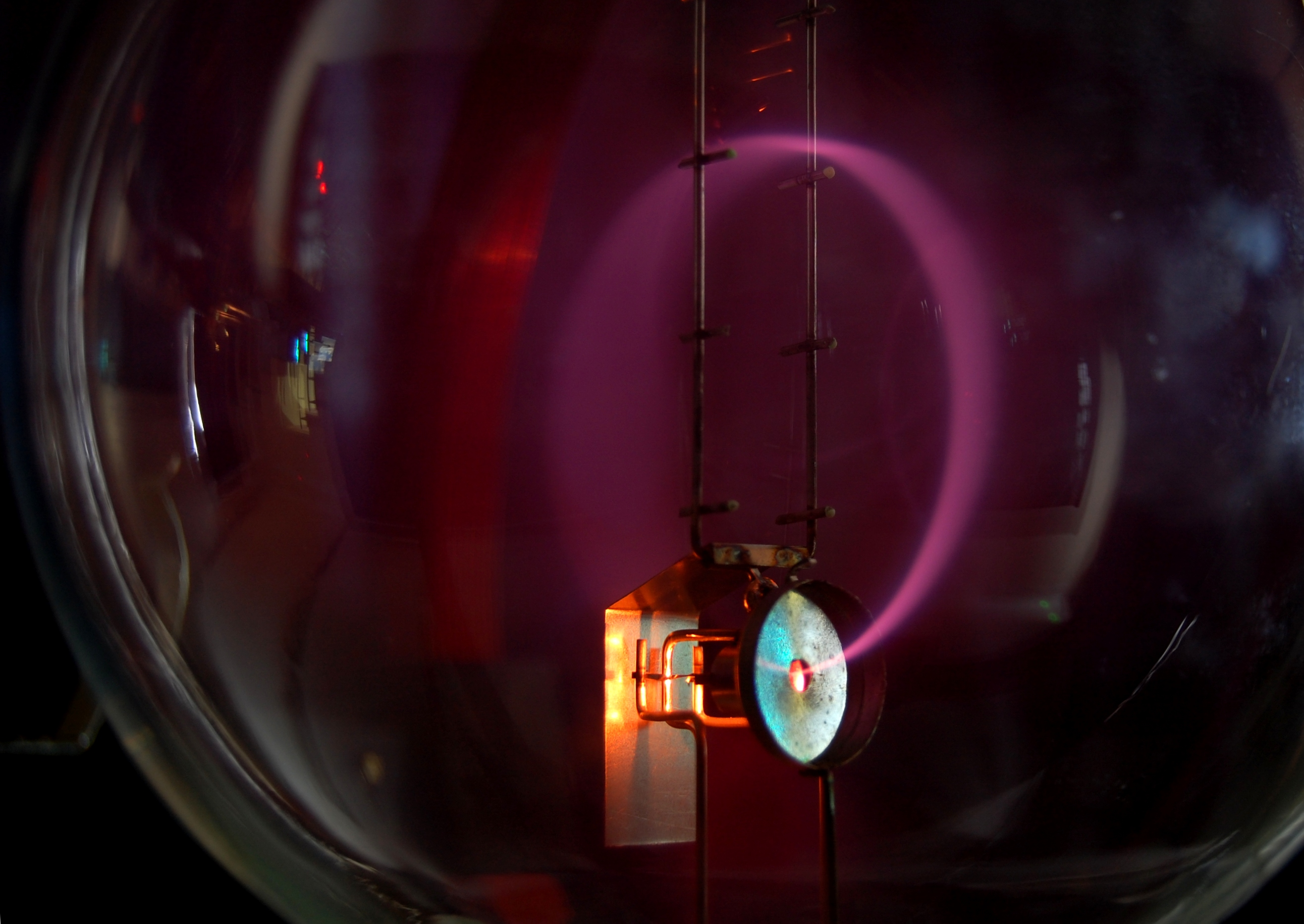
由于磁场的影响，电子射束的移动路径呈圆形。电子经过的路径会有紫色光发射出来。这是因为电子与玻璃球内的气体分子碰撞而产生的现象。

荷质比又称比荷、比电荷，是一个带电粒子所带电荷与其质量之比，其单位为C/kg。计算时，粒子无论带何种电荷，应一律代入正值计算。
电子电荷{\displaystyle e}和电子静止质量{\displaystyle m}的比值{\displaystyle {\frac {e}{m}}}（电子比荷）为电子基本常量之一，可通过磁聚焦法、磁控管法、湯姆森法及双电容法等进行测定。2014年，科学技术数据委员会（CODATA）对于电子比荷的推荐值是 {\displaystyle e/m_{e}=1.758820024(11)\times 10^{11}}C/kg。质子比荷的值为{\displaystyle 9.578309\times 10^{7}}C/kg
陰極射線和β射線等帶負電粒子的{\displaystyle {\frac {e}{m}}}之值相同。1897年，約瑟夫·湯姆森透过测定阴极射线在磁場和電場的偏轉，獲得電子的電荷對質量的比值，且電子在帶電粒子中具有最大质荷比。1901年，沃尔特·考夫曼发现β射线（高速电子流）的荷质比随速度增大而减小，由于电子电荷守恒，因此实验表明电子的质量随速度的增加而增加。这一结果也成为狭义相对论的实验基础之一。
在某些领域，質荷比（{\displaystyle {\frac {m}{Q}}}）也常被使用，这是荷質比的倒数。
在质谱分析中，当加速电压与电场强度恒定时，粒子运行轨迹半径与质荷比成正比，即 r∝√m/q

## 参阅
- 旋磁比